# Ferocactus gracilis
Ferocactus gracilis es una especie de planta de la familia de las cactáceas. Es originaria de México.

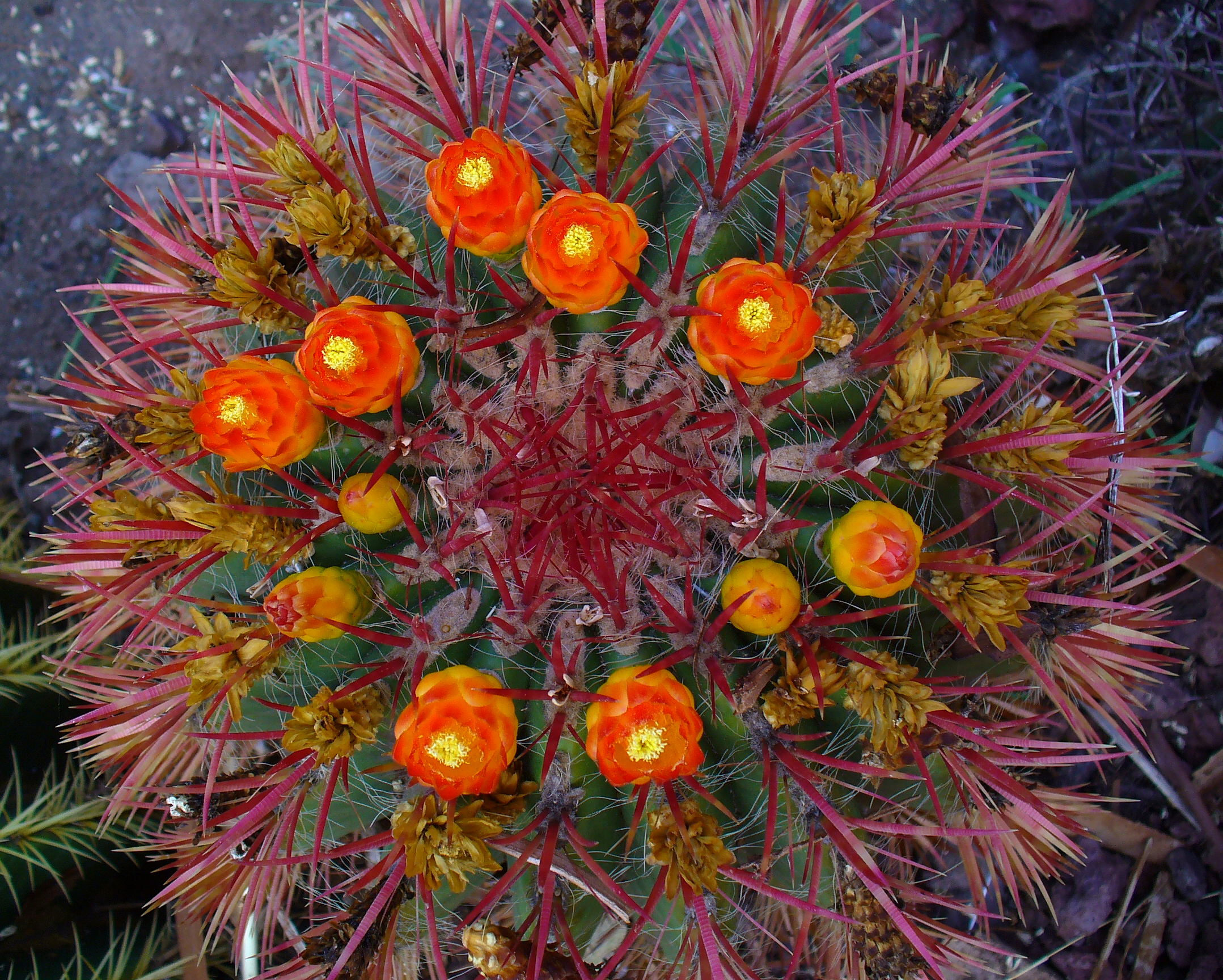
En flor

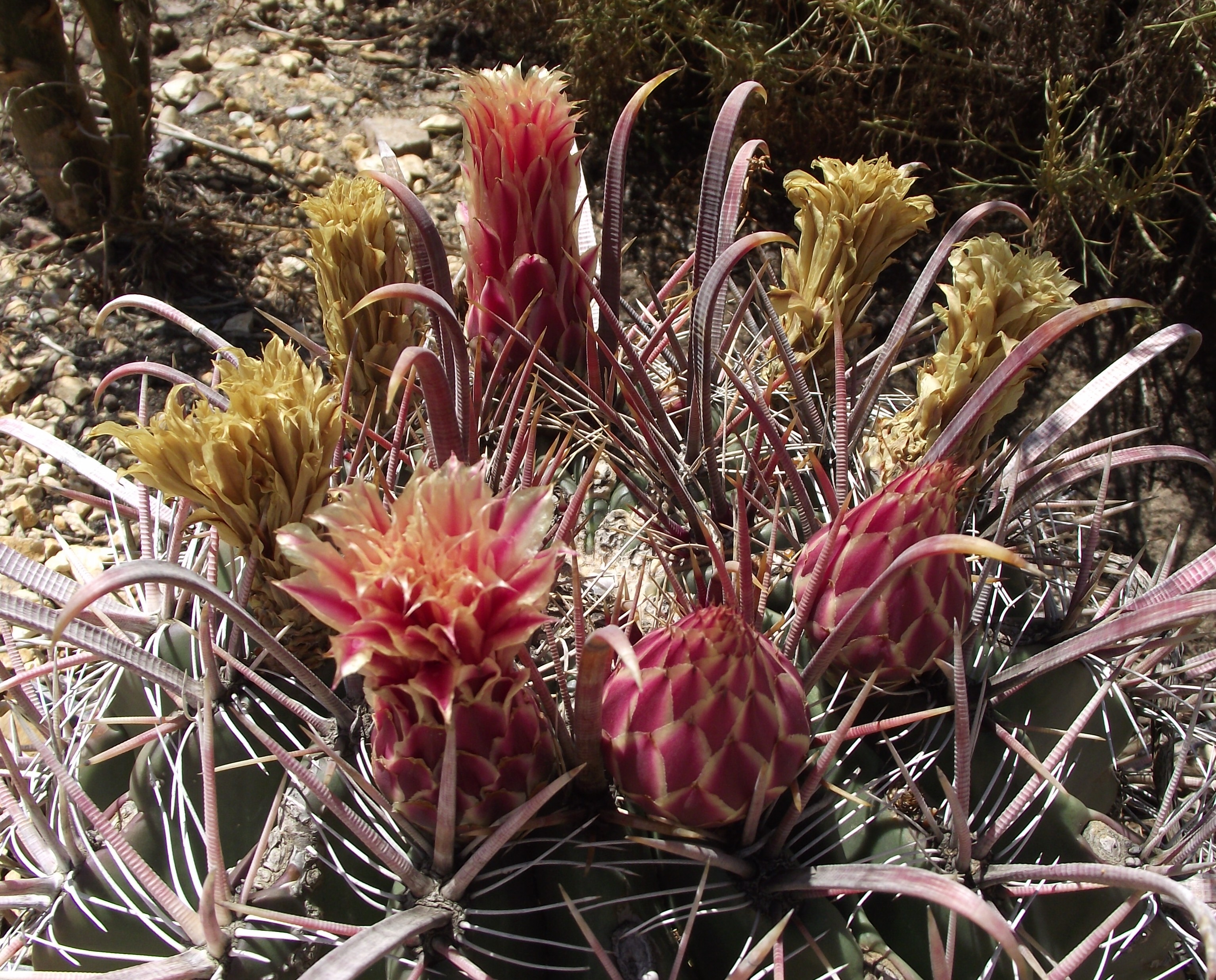
Detalle de la planta

## Descripción
Se trata de una planta que crece  por separado con tallos esféricos o cilíndricos, y alcanza un diámetro de 30 cm y una altura de 150 centímetros. Tiene entre 16 y 24 costillas, con 7 a 13  espinas centrales de color rojo,  ligeramente curvadas en gancho y de color amarillo de hasta 7 cm de largo. Los cuatro espinas principales están dispuestos en pares opuestos. Las espinas centrales superiores e inferiores se aplanan. Las ocho a doce espinas radiales son blancas y en ocasiones torcidas. La parte superior e inferior de ellas son particularmente fuertes. Las flores en forma de embudo, son rojas y alcanzan una longitud de hasta 4 centímetros y tienen un diámetro de 3,5 centímetros. Los frutos tienen aproximadamente 2,5 cm de largo, son oblongos de color amarillo.

## Distribución
Ferocactus gracilis se encuentra en el estado mexicano de Baja California.

## Taxonomía
Ferocactus gracilis fue descrita por H.E.Gates y publicado en Cactus and Succulent Journal 4: 323, en el año 1933.
Etimología
Ferocactus: nombre genérico que deriva del adjetivo latíno "ferus" = "salvaje" , "indómito" y "cactus", para referirse a las fuertes espinas de algunas especies.
El epíteto específico gracilis significa delicada o ligera.
Subespecies
- Ferocactus gracilis subsp. coloratus (H.E.Gates) N.P.Taylor
- Ferocactus gracilis subsp. gatesii (G.E.Linds.) N.P.Taylor
- Ferocactus gracilis subsp. gracilis

Sinonimia
- Ferocactus coloratus
- Ferocactus viscainensis
- Ferocactus gatesii[2][3][4]